# Ван Генберге, Жан-Клод
Жан-Клод Ван Генберге (нидерл. Jean-Claude Van Geenberghe, 17 ноября 1962, Кортрейк, Западная Фландрия, Бельгия — 9 мая 2009, Донецк, Украина) — спортсмен-конник, выступавший за Бельгию и Украину.

## Биография
C 12 лет занимался конным спортом.
В 1987 и 1995 годах побеждал в Гран-При Ахена.
В 1988 году в составе команды Бельгии участвовал в Олимпийских играх в Сеуле, где занял 18-е место в личном зачёте.
В 2006 году на чемпионате мира по конному спорту занял 4-е место в командном зачёте и 15-е место в личном зачёте.
С 2006 года входил в национальную сборную Украины по конному спорту. Член сборной Украины по конкуру.
В 2008 году в составе команды Украины участвовал в Олимпийских играх в Пекине, где занял 10-е место в личном зачёте.
Работал главным тренером и был ведущим всадником конно-спортивного клуба «Донбасс Эквицентр».
Умер от сердечного приступа 9 мая 2009 года во время проведения первого этапа Донбасс-Тура в Донецке. Перед смертью победил в маршруте высотой 135 см.